# Arlindo Gomes Furtado
Arlindo Gomes Furtado (Contea di Santa Catarina, 15 novembre 1949) è un cardinale e vescovo cattolico capoverdiano, dal 22 luglio 2009 vescovo di Santiago di Capo Verde.

## Biografia
Arlindo Gomes Furtado nasce nel 1949.

### Ministero sacerdotale
È ordinato sacerdote il 18 luglio 1976. Ricopre gli incarichi di vicario parrocchiale (1976-1978), cancelliere ed economo diocesano (1978-1984), cappellano dei capoverdiani nei Paesi Bassi (1985-1986). Dal 1986 al 1990 compie a Roma gli studi di Sacra Scrittura. Rientrato in patria è professore (1990-1996), vicario generale e poi parroco (1996-2003).

### Ministero episcopale
Il 14 novembre 2003 papa Giovanni Paolo II lo nomina vescovo della neo-eretta diocesi di Mindelo. Riceve la consacrazione episcopale il 22 febbraio 2004 dal vescovo Paulino do Livramento Evora.
Il 22 luglio 2009 papa Benedetto XVI lo nomina vescovo di Santiago di Capo Verde.
È creato cardinale da papa Francesco nel concistoro del 14 febbraio 2015.
Il successivo 13 aprile lo stesso Pontefice lo ha nominato membro della Congregazione per l'Evangelizzazione dei Popoli e del Pontificio consiglio "Cor Unum".
Il 28 ottobre 2016 papa Francesco lo nomina membro della Congregazione per il culto divino e la disciplina dei sacramenti.
Dal 15 novembre 2020 al novembre 2024 è stato presidente della Conferenza dei vescovi del Senegal, della Mauritania, di Capo Verde e della Guinea Bissau.
Il 7 e 8 maggio 2025 ha partecipato come cardinale elettore al conclave che ha portato all'elezione di papa Leone XIV.

## Genealogia episcopale
La genealogia episcopale è:
- Cardinale Scipione Rebiba
- Cardinale Giulio Antonio Santori
- Cardinale Girolamo Bernerio, O.P.
- Arcivescovo Galeazzo Sanvitale
- Cardinale Ludovico Ludovisi
- Cardinale Luigi Caetani
- Cardinale Ulderico Carpegna
- Cardinale Paluzzo Paluzzi Altieri degli Albertoni
- Papa Benedetto XIII
- Papa Benedetto XIV
- Papa Clemente XIII
- Cardinale Bernardino Giraud
- Cardinale Alessandro Mattei
- Cardinale Pietro Francesco Galleffi
- Cardinale Filippo de Angelis
- Cardinale Amilcare Malagola
- Cardinale Giovanni Tacci Porcelli
- Cardinale Fernando Cento
- Arcivescovo Manuel Nunes Gabriel
- Vescovo Eduardo André Muaca
- Vescovo Paulino do Livramento Évora, C.S.Sp.
- Cardinale Arlindo Gomes Furtado